# Haematopota aurescens
Haematopota aurescens är en tvåvingeart som beskrevs av H. Oldroyd 1952. Haematopota aurescens ingår i släktet Haematopota och familjen bromsar.
Artens utbredningsområde är Angola. Inga underarter finns listade i Catalogue of Life.